# Bolbostemma
Bolbostemma là một chi thực vật có hoa trong họ Cucurbitaceae.
Một số tác giả gộp chi này vào chi Actinostemma.

## Các loài
Khi được công nhận, chi Bolbostemma gồm 2 loài đặc hữu Trung Quốc:
- Bolbostemma biglandulosum (Hemsl.) Franquet, 1930
- Bolbostemma paniculatum (Maxim.) Franquet, 1930